# Federació de Comitès de Coordinació Independentistes
La Federació de Comitès de Coordinació Independentistes (FCCI) és un partit polític de Nova Caledònia independentista moderat, escindit del FLNKS el 1998, presidit per François Burck però el líder més destacat és Léopold Jorédié.

## Posició ideològica
El propòsit del partit, alhora que advoca per la independència, és deixar de banda el temps del període transitori previst pel referèndum en l'Acord de Nouméa per actuar en concert amb l'anti-independentista RPCR. A més, s'oposa a la idea de la independència ètnica i que es fonamentaria en un partit únic, el FLNKS. Aquestes posicions moderades li han valgut dures crítiques de totes les tendències del FLNKS, que el considera un RPCR bis.

## Història
Fou creat el maig de 1998 per dissident del FLNKS que s'havien oposat a la línia adoptada en l'Acord de Nouméa. El FLNKS havia exigit que abans de qualsevol consulta la Société Le Nickel SLN (de la que l'accionista és l'Estate) cedís a la Société minière du Sud Pacifique SMSP (creada a començaments dels anys 1990 per tal de reequilibrar amb la inserció de melanesis en l'explotació del níquel) les mines del Nord. Fent cas omís a aquesta condició, tres dirigents del aprtit decidiren obrir negociacions amb el RPCR: François Burck (caldoche independentista, antic president d'Unió Caledoniana de 1989 a 1996), Léopold Jorédié (membre d'Unió Caledoniana i president de l'Assemblea de la Província del Nord) i Raphaël Mapou (de Palika, antic alcalde de Yaté de 1990 a 1995). Tots tres foren exclosos del FLNKS i de llurs formacions. Poc després fundaren el partit i comptaren amb tres alcaldies:
- illes Belep: Eymard Bouanaoué.
- Kaala-Gomen: Alain Levant.
- Pouébo: Jean-Marc Pidjo.

A les eleccions provincials de Nova Caledònia de 1999 va presentar una llista oposada a la del FLNKS, que va obtenir 4 diputats al Congrés de Nova Caledònia, 4 escons a l'Assemblea provincial del Nord i 2 escons a l'assemblea de les Illes Loyauté. En el Congrés actuà com a aliat del RPCR i va obtenir càrrecs en el govern de Pierre Frogier. Léopold Jorédié fou vicepresident i François Burck fou elegit alcalde de Moindou el 2001.
Però aviat entrà en crisi. Raphaël Mapou, encarregat de sanitat el 2001-2002, va criticar cada cop més la col·laboració entre FCCI i RPCR, que va intentar apartar Palika de l'alcaldia de Yaté i va donar suport al candidat del RPCR a les eleccions legislatives franceses de 2002. Això provocaria la sortida de Mapou del partit, qui va fundar el Comitè Rheebu Nuu per a lluitar contra el projecte de concessió minaire del níquel a Goro. Tot i això, a la convenció de Canala de 19 d'octubre de 2002, decidí continuar l'associació amb el RPCR fins a la fi del mandat. I a les eleccions municipals de 2001 va mantenir les alcaldies de Canala, Kaala-Gomen i Yaté.
Això li va passar factura a les eleccions provincials de Nova Caledònia de 2004, on la seva representació va restar reduïda a 1 escó al Congrés de Nova Caledònia i a dos escons a l'assemblea de les Illes Loyauté, perdent la representació a la Província del Nord. El seu únic representant al Congrés va formar grup parlamentari amb el RPCR, mentre que a les Illes Loyauté donà suport Unió Caledoniana.
A les eleccions municipals de 2008 perd les alcaldies que controlava llevat la de les illes Belep, encara que dona suport a la d'Alain Levant, antic membre del partit, a Kaala-Gomen. I a les eleccions provincials de Nova Caledònia de 2009 no ha obtingut cap representació ni al Congrés de Nova Caledònia ni a cap assemblea provincial.